# Papieren tijger
Papieren tijger is een hoorspel van Georg K. Berres. Papiertiger werd op 11 oktober 1980 door de Westdeutscher Rundfunk uitgezonden. Coert Poort vertaalde het en de NCRV zond het uit op dinsdag 31 juli 1984. De regisseur was Ab van Eyk. Het hoorspel duurde 55 minuten.

## Rolbezetting
- Dore Smit (Milena)
- Erik Plooyer (Jo)
- Rob Fruithof (Richard)
- Jeanine van Wely (Inge)
- Wim Kouwenhoven (de heer Stolwijk)

## Inhoud
De eerste anonieme dreigbrief komt onverwacht. Verbluft lezen Milena en Jo de waarschuwende woorden - tot dusver gebeurden scènes als deze alleen in hun romans. Als ze een tweede, daarna een derde brief ontvangen, wordt het jonge, eerzuchtige auteurspaar toch ongerust, want de groeten van de onbekende hand ruiken nu naar werkelijk gevaar, naar levensgevaar! Het absurde aan de zaak echter is: de brieven zijn niet aan hen beiden gericht, maar aan de fictieve held van hun misdaadverhaal, de privé-detective Harry Remberg…